# 沃羅比伊夫卡 (茲博羅夫區)
49°38′25″N 25°27′1″E / 49.64028°N 25.45028°E
沃羅比伊夫卡（烏克蘭語：Воробіївка），是烏克蘭的村落，位於該國西部捷爾諾波爾州，由捷尔诺波尔区負責管轄，始建於1791年，面積1.05平方公里，2001年人口255，人口密度每平方公里242.4人。